# Circondario di Leer
Il circondario di Leer (targa LER) è un circondario (Landkreis) della Bassa Sassonia, in Germania.
Comprende 3 città, 16 comuni e 1 territorio extracomunale.

Capoluogo e centro maggiore è Leer.

## Geografia antropica
Il circondario di Holzminden si compone dei seguenti comuni:
(Tra parentesi i dati della popolazione al 31 dicembre 2021)

### Città
- Borkum (5 008)
- Leer (comune indipendente) (35 078)
- Weener (15 927)

### Comuni
- Bunde (7 731)
- Jemgum (3 655)
- Moormerland (23 987)
- Ostrhauderfehn (11 458)
- Rhauderfehn (18 341)
- Uplengen (11 931)
- Westoverledingen (21 539)

### Comunità amministrative (Samtgemeinde)
- Samtgemeinde Hesel, con i comuni:

1. Brinkum (823)
2. Firrel (837)
3. Hesel * (4 625)
4. Holtland (2 195)
5. Neukamperfehn (1 804)
6. Schwerinsdorf (696)

- Samtgemeinde Jümme, con i comuni:

1. Detern (comune mercato) (2 790)
2. Filsum * (2 179)
3. Nortmoor (1 817)

### Territori extracomunali (Gemeindefreies Gebiet)
- Lütje Hörn